# Wwedenskoje (Kursk)
Wwedenskoje (russisch Введенское) ist ein Dorf (selo) in der Oblast Kursk in Russland. Es gehört zum Rajon Kursk und zur Landgemeinde (selskoje posselenije) Schumakowski selsowjet.

## Geographie
Der Ort liegt gut 10 km Luftlinie südöstlich des Oblastverwaltungszentrums Kursk im südwestlichen Teil der Mittelrussischen Platte, 1 km vom Sitz des Dorfsowjet – Bolschoje Schumakowo, 96 km vor Grenze zwischen Russland und der Ukraine, am Fluss Mlodat (linker Nebenfluss des Seim).

### Klima
Das Klima im Ort ist wie im Rest des Rajons kalt und gemäßigt. Es gibt während des Jahres eine erhebliche Niederschlagsmenge. Dfb lautet die Klassifikation des Klimas nach Köppen und Geiger.

## Bevölkerungsentwicklung
| Jahr | Einwohner |
| ---- | --------- |
| 2002 | 694       |
| 2010 | ▼642      |

Anmerkung: Volkszählungsdaten

## Verkehr
Wwedenskoje liegt an der Straße regionaler Bedeutung 38K-019 (Kursk – Bolschoje Schumakowo – Polewaja über Lebjaschje) und in der Nähe des Bahnhofs Konarjowo (Eisenbahnstrecke Kljukwa – Belgorod).
Der Ort liegt 114 km vom internationalen Flughafen von Belgorod entfernt.